# Liste bedeutender Seeunfälle 1911–1920
Diese Liste bedeutender Seeunfälle 1911–1920 verzeichnet Unfälle der Seeschifffahrt mit Toten oder hohen Sachschäden im zweiten Jahrzehnt des 20. Jahrhunderts.
Im Ersten Weltkrieg versenkte Schiffe, wie beispielsweise die Lusitania, sind in der Liste bedeutender Schiffsversenkungen, Abschnitt: Erster Weltkrieg aufgeführt.

## Liste
| Datum                | Name                       | Tote      | Hergang |
| -------------------- | -------------------------- | --------- | --- |
| 23. März 1911        | Yongala                    | 122       | Der australische Passagierdampfer Yongala befand sich mit 122 Passagieren und Besatzungsmitgliedern an Bord auf dem Weg von Melbourne nach Cairns, als er vor Townsville in einen Zyklon geriet und sank. Es gab keine Überlebenden. Das Wrack der Yongala wurde erst 1958 entdeckt. Bis heute zählt ihr Untergang zu den größten Schiffsunglücken Australiens. |
| 25. September 1911   | Liberté                    | 285       | Im Hafen von Toulon explodierte in den Nachmittagsstunden des 25. September das französische Linienschiff Liberté (19.400 ts), nachdem es zuvor zu einem Brand in einer Kasematte eines 19,4-cm-Geschützes im Vorschiff gekommen war. Vermutlich wurde das Feuer und die Katastrophe durch eine Selbstentzündung der Munition verursacht. Bei dem Unglück starben insgesamt 200 Besatzungsangehörige des Linienschiffes und 85 Menschen auf in der Nähe liegenden Schiffen. Das Wrack des völlig zerstörten Schiffes wurde 1925 gehoben und abgewrackt. In der Speierer Zeitung vom 18. April 1912 wurde in einer Liste der bisherigen Schiffskatastrophen aufgeführt: "... am 25. September 1911 das französische Kriegsschiff "Liberte" mit nahezu 400 Personen".                                                               |
| 16. März 1912        | Oceana                     | 9         | In der Straße von Dover kam es wenige Meilen vor Beachy Head zur Kollision zwischen dem britischen Ozeandampfer Oceana und der deutschen Viermastbark Pisagua. Die Pisagua blieb schwimmfähig und wurde nach Dover geschleppt, aber die Oceana sank mehrere Stunden nach der Kollision. Sieben ihrer Passagiere und zwei Besatzungsmitglieder starben, als eines der Rettungsboote kenterte. |
| 20. März 1912        | Koombana                   | 138       | Nördlich von Port Hedland (Western Australia) an der Küste der westaustralischen Pilbara-Region geriet das australische Passagierschiff Koombana in einen Zyklon. Das Schiff verschwand spurlos; es gab keine Überlebenden. Bis heute wurde das Wrack nicht gefunden. Der Untergang der Koombana ist bis heute eines der schwersten wetterbedingten Schiffsunglücke Australiens. |
| 14. April 1912       | Titanic                    | 1502      | Etwa 350 Seemeilen südöstlich von Neufundland kollidierte auf ihrer Jungfernfahrt die Titanic am 14. April 1912 um 23.40 Uhr mit einem Eisberg. Das seinerzeit größte Schiff der Welt sank innerhalb von 2 Stunden und 40 Minuten. Da die Anzahl der Rettungsboote nicht ausreichend bemessen war, konnten sich von den 2.207 an Bord befindlichen Personen nur 711 retten. Der Untergang der Titanic hatte eine grundlegende Verbesserung der Sicherheitsmaßnahmen auf See (u. a. die erste SOLAS-Konvention) zur Folge. |
| 22. September 1912   | Kiche Maru                 | 1000      | Vor der japanischen Südküste geriet der japanische Dampfer Kiche Maru in einen schweren Taifun und sank. Mit dem Schiff gingen rund 1.000 Menschen unter. Die Tragödie blieb allerdings relativ unbekannt, da sie vom Untergang der Titanic und den Gesamtopferzahlen des Taifuns überschattet wurde. |
| 16. Januar 1913      | Veronese                   | 16–23     | Der 1906 bei Workman & Clark gebaute und durch Lamport and Holt bereederte Dampfer Veronese strandete während eines schweren Sturmes beim Hafen Leixões. Eine Bergung der Passagiere war nur über eine Seilverbindung zum Land möglich. Zwischen 16 und 23 Menschen ertranken beim Versuch an Land zu schwimmen. |
| 27. Januar 1913      | Pangani                    | 30        | Die Viermastbark Pangani der deutschen Reederei F. Laeisz (Hamburg) sank im Ärmelkanal nach einem Zusammenstoß mit dem französischen Dampfer Phryné, wobei 30 der 34 Mann Besatzung ums Leben kamen. |
| 4. März 1913         | SMS S 178                  | 71        | Auf der Rückfahrt von einer Nachtübung wurde die S 178 viereinhalb Seemeilen nordöstlich von Helgoland vom Großen Kreuzer Yorck gerammt und schwer beschädigt. Innerhalb weniger Minuten sank das Torpedoboot. Mit ihm gingen 71 Seeleute unter, nur 15 konnten in der schweren See gerettet werden. |
| 14. August 1913      | Susanna                    | 0         | Das Vollschiff Susanna der deutschen Reederei G. J. H. Siemers & Co (Hamburg) lief nördlich von Bishop Rock vor den Scilly-Inseln auf Grund und sank. Das Wrack wurde nie geborgen. |
| 17. August 1913      | State of California        | 32        | Der Passagierdampfer State of California der US-amerikanischen Reederei Pacific Coast Steamship Company rammte in der Gambier Bay, 90 Meilen südlich von Juneau, bei voller Geschwindigkeit einen bisher nicht verzeichneten Felsen und sank innerhalb von drei Minuten. 25 Passagiere und sieben Besatzungsmitglieder kamen um. |
| 9. Oktober 1913      | Volturno                   | 136       | Das britische Passagierschiff befand sich auf dem Weg von Rotterdam nach New York, als mitten auf dem Nordatlantik vermutlich durch die weggeworfene Zigarette eines Passagiers ein Feuer ausbrach und das Schiff abbrannte. 136 Passagiere und Besatzungsmitglieder starben. Durch drahtlose Telegrafie herbeigerufene Schiffe konnten über 400 Menschen retten und eine noch größere Katastrophe verhindern. |
| 1. Februar 1914      | Hera                       | 19        | Mit einer Ladung Salpeter aus Südamerika strandete die deutsche Viermastbark Hera kurz vor dem englischen Bestimmungshafen Falmouth in der Gerrans Bay, 19 Seeleute wurden tot an Land gespült und in einem Massengrab auf dem Kirchhof von Veryan beigesetzt nur fünf konnten gerettet werden. |
| 20. Februar 1914     | Rettungsboot               | 9         | Beim Versuch, dem wrackgeschlagenen Schoner Mexico zu Hilfe zu kommen, kenterte das in Fethard-on-Sea (Irland) stationierte Rettungsboot. Neun Besatzungsmitglieder kamen bei dem Unfall ums Leben, fünf konnten durch einen herbeigeeilten Schlepper gerettet werden. |
| 29. Mai 1914         | Empress of Ireland         | 1012      | Auf dem Sankt-Lorenz-Strom stieß in der Nacht der aus Québec kommende Passagierdampfer Empress of Ireland im Nebel mit dem norwegischen Kohlenschiff Storstad zusammen. Während das Frachtschiff noch schwimmfähig blieb, sank die Empress of Ireland innerhalb von 14 Minuten. Von den 1.477 Menschen an Bord starben 1.012. |
| 26. August 1914      | Magdeburg                  | 15        | Vor der Insel Osmussaar (Ostsee) lief der deutsche Kleine Kreuzer Magdeburg (4.500 t) im Nebel auf Grund. Das schwer beschädigte Schiff wurde von der eigenen Besatzung gesprengt, um es nicht der russischen Flotte in die Hände fallen zu lassen. 15 Mann der Besatzung kamen bei der Strandung ums Leben. |
| 8. September 1914    | Oceanic                    | 0         | Die Oceanic, ehemaliges Flaggschiff der White Star Line und bei ihrem Stapellauf 1899 das bis dahin größte Schiff der Welt, lief am Morgen des 8. September 1914 vor der kleinen Insel Foula bei den Shetlandinseln (Schottland) auf das Riff Shaalds of Foula. Es gab keinen Personenschaden, aber das Schiff war ein Totalverlust. |
| 30. Oktober 1914     | Rohilla                    | 84        | Das britische Hospitalschiff Rohilla strandete südlich von Whitby auf den Felsen von Whitby Rock, da der Kapitän in jenen Gewässern unerfahren und die Küste aufgrund der Kriegsvorschriften verdunkelt war. Trotz des Einsatzes von insgesamt sechs Küstenrettungsbooten kamen in dem vorherrschenden Sturm 84 der 229 an Bord befindlichen Besatzungsmitglieder, Ärzte und Krankenschwestern ums Leben. |
| 26. November 1914    | Bulwark                    | 738       | Nach einer Munitionskammerexplosion sank das bei Sheerness vor Anker liegende britische Einheitslinienschiff Bulwark. Von den 750 Männern an Bord überlebten nur 14 Mann, zwei davon starben im Krankenhaus. |
| 27. Mai 1915         | Princess Irene             | 353       | Bei der Explosion der Minenlast des großen britischen Minenlegers Princess Irene (5.934 t) kamen im Hafen von Sheerness ca. 400 Menschen ums Leben. |
| 24. Juli 1915        | Eastland                   | 845       | Ein Konstruktionsfehler wurde der Eastland in Chicago zum Verhängnis, als viele der fast dreitausend an Bord befindlichen Passagiere zur Backbordseite des Oberdecks drängten, um einem nahebei stattfindenden Bootsrennen zuzusehen. Das instabile Schiff kenterte noch am Kai liegend. |
| 19. September 1915   | Athinai                    | 1         | Der griechische Passagierdampfer Athinai ging mit über 500 Menschen an Bord auf dem Weg von New York nach Piräus auf dem Nordatlantik in Flammen auf, nachdem ein bis heute ungeklärtes Feuer in einem der Laderäume nicht unter Kontrolle gebracht werden konnte. Mehrere herbei eilende Schiffe nahmen Passagiere und Besatzung auf, aber ein Passagier kam ums Leben. Das Schiff wurde aufgegeben und war ein Totalverlust. |
| 27. September 1915   | Benedetto Brin             | 454       | Im Hafen von Brindisi brach aus ungeklärten Gründen ein Brand auf dem italienischen Linienschiff Benedetto Brin (14.574 ts) aus. Das Feuer verursachte innerhalb von wenigen Minuten mehrere schwere Explosionen in einem Munitionsmagazin, die weite Teile des Schiffes, darunter auch die Maschinenanlage, zerstörten. Das Schiff sank zwar nicht, wurde aber so schwer beschädigt, dass es außer Dienst gestellt und später abgewrackt werden musste. In dem Inferno kamen insgesamt 454 Seeleute, darunter auch Konteradmiral Rubin de Cervin, ums Leben. 387 Crewangehörige konnten gerettet werden. Die Umstände, weshalb es zu der Katastrophe kam, konnten nie einwandfrei geklärt werden. Es wurde aber darüber spekuliert, dass das Schiff einem österreichisch-ungarischen Sabotageakt zum Opfer gefallen sein könnte. |
| 7. November 1915 (?) | A 3                        | 26        | In der Ostsee, irgendwo auf der Route von Kiel nach Danzig, sank während eines Überführungsmarsches das kleine deutsche Torpedoboot A 3 (110 ts). Die Verlustursache und der genaue Untergangsort sind nicht bekannt. Vermutlich geriet das Torpedoboot vor der Küste von Pommern um den 7. November in ein Minenfeld und sank. Dies ist allerdings, ebenso wie das Verlustdatum, nicht vollständig gesichert. Mit dem Boot ging die gesamte Besatzung von 26 Mann unter. |
| 30. Dezember 1915    | Natal                      | 405       | Im Cromarty Firth explodierten durch einen Brand auf dem britischen Panzerkreuzer Natal (13.500 t) die hinteren Munitionskammern. Das Schiff sank sofort. Von den 704 Mann Besatzung starben 405 Mann. |
| 5. März 1916         | Príncipe de Asturias       | 445       | Vor Santos an der brasilianischen Küste lief der spanische Luxusliner in dichtem Nebel auf einen Felsen und sank in nur fünf Minuten. 445 Passagiere und Besatzungsmitglieder starben. Es handelte sich um eine der größten Tragödien in der Geschichte der spanischen Dampfschifffahrt. |
| 23. Juli 1916        | Anna                       | 22        | In Berlin kreuzte auf der Dahme, einem Nebenfluss der Spree, der Ausflugsdampfer Hindenburg den Kurs der mit 50 Fahrgästen besetzten Motorfähre Anna und rammte sie. Das Fährboot sank, 22 Fahrgäste starben. Die Unglücksursache konnte nicht geklärt werden. |
| 2. August 1916       | Leonardo da Vinci          | 248       | Im Hafen von Taranto explodierten durch einen Brand auf dem italienischen Linienschiff Leonardo da Vinci (22.000 ts) die Munitionskammern. Das Schiff sank innerhalb von 45 Minuten. Von den 1.190 Mann Besatzung starben 248 Mann. |
| 29. August 1916      | Memphis                    | 41        | Der im Hafen von Santo Domingo vor Anker liegende amerikanische Panzerkreuzer Memphis wurde in den Nachmittagsstunden des 29. August 1916 von einem Tsunami erfasst und auf die Küstenriffe geschleudert. Das 14.500 ts große Schiff wurde zum Totalverlust. Bei dem Unglück starben 41 Seeleute, 204 Besatzungsangehörige wurden teils schwer verwundet. Mehrere Crewmitglieder erhielten für ihr Verhalten während der Katastrophe die Medal of Honor verliehen. |
| 20. Oktober 1916     | Imperatriza Marija         | 151       | Im Hafen von Sewastopol brach an Bord des russischen Schlachtschiffes Imperatriza Marija (22.600 ts) in den Abendstunden des 20. Oktober ein Feuer in einer Kasematte der Mittelartillerie aus. Der Brand griff auf eine Munitionskammer über und führte gegen 18.30 Uhr, etwa 30 Minuten nach der Entdeckung des Feuers, zu drei schweren Explosionen, die mehrere Wassereinbrüche verursachten und das Schiff langsam zum Sinken brachten. Versuche, das Schlachtschiff in seichtes Wasser zu ziehen, scheiterten. Um 19.15 Uhr kenterte die Imperatriza Marija und sank. 151 Crewangehörige kamen bei dem Unglück ums Leben. Etwa 240 Menschen wurden verletzt. Verursacht wurde der Unfall vermutlich durch eine Selbstentzündung nicht lagerbeständigen Pulvers.                                                             |
| 3. November 1916     | Connemara                  | 90        | In der Meeresenge Carlingford Lough an der Küste der irischen Grafschaft County Louth kam es bei heftigem Starkwind, schwerer See und völliger Dunkelheit zur Kollision zwischen der britischen Passagierfähre Connemara der London and North Western Railway und dem Kohlenfrachter Retriever. Der Bug der Retriever bohrte sich in die Backbordseite des Dampfers, der innerhalb von fünf Minuten unterging. Die Retriever blieb zunächst schwimmfähig, sank aber wenige Minuten später. Alle 51 Passagiere und 31 Besatzungsmitglieder der Connemara sowie acht der neun Männer an Bord der Retriever starben. |
| 5. Dezember 1916     | Pío IX                     | 40        | 300 Seemeilen nordwestlich von Teneriffa sank in einem schweren Sturm das spanische Passagier- und Frachtschiff Pío IX. Von den 62 Besatzungsmitgliedern kamen 40 ums Leben (Passagiere waren auf dieser Fahrt nicht an Bord). Ein spanisches und ein französisches Schiff bargen je elf Personen. |
| 14. Januar 1917      | Tsukuba                    | 305       | In der Bucht von Yokosuka explodierten durch einen Brand auf dem japanischen Panzerkreuzer Tsukuba (13.750 ts) die vorderen Munitionskammern. Das Schiff sank innerhalb von 20 Minuten. Von den 876 Mann Besatzung (von denen sich aber zum Zeitpunkt des Unglücks über 400 an Land befanden) starben 305 Mann. |
| 21. Februar 1917     | Mendi                      | 636       | Elf Seemeilen südlich der Isle of Wight sank der britische Truppentransporter Mendi (4.230 BRT), ein ehemaliger Passagier- und Frachtdampfer der Elder Dempster Lines, nach der Kollision mit dem Frachtschiff Darro. Beide Schiffe hatten trotz dichten Nebels keine Positionslichter gesetzt. Die Mendi sank in 20 bis 25 Minuten, wobei 29 britische Besatzungsmitglieder und 607 südafrikanische Kriegsfreiwillige umkamen. |
| 1. Juli 1917         | Chilka                     | 70        | Der britische Passagierdampfer Chilka (3.952 BRT) der British India Steam Navigation Company geriet vor Gopalpur an der Küste von Orissa (Indien) in Brand, strandete und wurde aufgegeben. 70 Menschen kamen in dem Feuer ums Leben. |
| 9. Juli 1917         | Vanguard                   | 843       | Das in Scapa Flow vor Anker liegende britische Linienschiff Vanguard wurde durch eine Munitionskammerexplosion zerstört und sank. 843 Besatzungsmitglieder starben, nur zwei Mann überlebten das Unglück. Man vermutet, dass sich durch die Hitze eines nicht bemerkten Brands in einem Maschinenraum in einem der nahe gelegenen Magazine für die beiden mittschiffs gelegenen Geschütztürme ein Teil des dort gelagerten Kordits entzündete und eine Kettenreaktion ausgelöst hat. |
| 1. August 1917       | Letitia                    | 1         | Das britische Hospitalschiff Letitia (8.991 BRT), ein ehemaliges Passagierschiff der Donaldson Line, lief am Eingang des Hafens von Halifax in dichtem Nebel auf Felsen auf und sank. Die 546 verwundeten kanadischen Soldaten an Bord konnten alle gerettet werden, aber eines der Besatzungsmitglieder ertrank. |
| 30. August 1917      | Natal                      | 105       | Weil es wegen des Kriegszustands abgedunkelt fuhr, kollidierte das französische Passagierschiff Natal der Messageries Maritimes kurz nach dem Auslaufen aus Marseille mit einem entgegenkommenden Frachtschiff und sank innerhalb von zehn Minuten. Von 503 Passagieren und Besatzungsmitgliedern kamen 105 ums Leben, darunter auch der Kapitän der Natal. |
| 6. Dezember 1917     | Mont Blanc                 | 1946      | Im Hafen von Halifax (Kanada) kollidierte der norwegische Frachter Imo mit dem französischen Munitionstransporter Mont Blanc. Dieser geriet in Brand und die Ladung von über 2.500 Tonnen explodierte. Die bis dahin größte von Menschen verursachte Explosion verwüstete weite Teile der Stadt und tötete über 1.946 Menschen; Tausende weitere wurden verletzt. |
| 9. Januar 1918       | Racoon                     | 91        | Bei Buncrana (Nordirland) lief der britische Torpedobootzerstörer Racoon (920 ts) im Schneesturm auf einen Felsen und sank mit der gesamten Besatzung. |
| 12. Januar 1918      | Opal und Narborough        | 188       | In den Abendstunden des 12. Januar 1918 liefen die britischen Zerstörer Opal (1.042 ts) und Narborough (994 ts) – beide Schiffe befanden sich auf der Suche nach deutschen Blockadebrechern – in einem dichten Schneesturm auf den Riffen der zu den Orkney-Inseln gehörenden Insel South Ronaldsay auf und wurden vom Seegang zerschlagen. Von den insgesamt 189 Besatzungsangehörigen der beiden Schiffe konnte nur ein einziger gerettet werden, da der Ort der Havarie zunächst nicht bekannt war. 188 Seeleute ertranken oder erfroren auf den Klippen. |
| 1. Februar 1918      | Schlacht bei der Insel May | 105       | Aufgrund logistischer und konstruktiver Probleme kollidierten mehrere britische U-Boote untereinander und mit Überwassereinheiten. Zwei U-Boote sanken. Fünf U-Boote und ein Zerstörer wurden schwer beschädigt. Bei dem Unfall fanden 105 Seeleute den Tod. |
| 24. Februar 1918     | Florizel                   | 80        | Der Passagierdampfer der kanadischen Red Cross Line war auf dem Weg nach New York, als er bei Starkwinden und schwerer See vor Broad Cove (Neufundland) auf ein Riff prallte. Erst als der Sturm nachließ, konnten 27 Stunden nach der Kollision 44 Passagiere und Besatzungsmitglieder gerettet werden. 80 Menschen starben, darunter die dreijährige Enkelin des Reedereigründers. |
| 9./10. März 1918 (?) | Cyclops                    | 306       | Der amerikanische Flottentender und Kohletransporter Cyclops befand sich auf dem Weg von Barbados nach Baltimore und war mit Manganerz beladen. Vor der US-Ostküste verschwand das Schiff aus ungeklärten Gründen. Vermutlich geriet der rund 19.400 ts große Transporter vor der Küste von Virginia in einen schweren Sturm, brach auseinander und sank infolge der Erzladung innerhalb von wenigen Minuten. Mit dem Schiff gingen die gesamte Besatzung von 306 Mann unter. Der Verlust dieses Schiffes wurde später oft mit den Erzählungen über das Verschwinden von Schiffen im Bermudadreieck in Verbindung gebracht. |
| 23. März 1918        | Arno                       | 2         | Vor den Dardanellen sank der britische Zerstörer Arno (520 ts) nach einer Kollision mit dem britischen Zerstörer Hope. Dabei kamen ein Maschinist und ein Kanonier des Zerstörers ums Leben. Die restliche Crew wurde von der Hope gerettet, die nur leicht beschädigt wurde. |
| 4. April 1918        | Bittern                    | 63        | In den frühen Morgenstunden des 4. April 1918 stieß bei dichtem Nebel der britische Frachter Kenilworth im Ärmelkanal, südlich des Portland Bill Lighthouse, mit dem Patrouille fahrenden britischen Zerstörer Bittern (350 ts) zusammen. Der Zerstörer wurde vom Dampfer in zwei Teile gerissen und sank sofort. Die Frachterbesatzung konnte im dichten Nebel und in der Dunkelheit niemanden retten. Mit dem Zerstörer gingen 63 Seeleute unter. |
| 13. Juni 1918        | Ascania                    | 0         | Der Cunard-Dampfer Ascania prallte auf einer Fahrt von Liverpool nach Montreal 20 Seemeilen östlich von Kap Race (Neufundland) bei schwerer See auf ein Riff und wurde aufgegeben. Es gab keinen Personenschaden, aber das Schiff war ein Totalverlust. |
| 12. Juli 1918        | Kawachi                    | mind. 500 | In der Tokuyama-Bucht sank das japanische Linienschiff Kawachi (21.420 t) durch eine innere Explosion innerhalb von 4 Minuten. Über 500 Menschen kamen ums Leben. |
| 16. September 1918   | Glatton                    | 77        | Vor dem Hafen von Dover kam es auf dem britischen Hochseemonitor Glatton (5.700 t) zu Explosionen in den Munitionskammern. Das Unglück forderte 77 Tote und zahlreiche Verletzte. Um Schäden an den Hafenanlagen zu verhindern, ließ die Royal Navy das Schiff von einem eigenen Zerstörer durch Torpedoschuss versenken. |
| 3. Oktober 1918      | Burutu                     | 148       | Der Passagierdampfer Burutu der britischen Elder Dempster Lines, mit 114 Passagieren und 98 Besatzungsmitgliedern aus Sierra Leone kommend und nach Liverpool einlaufend, kollidierte in der Irischen See bei Dunkelheit und Regen mit dem Frachtschiff City of Calcutta. Beide Schiffe fuhren gemäß den Vorschriften der britischen Admiralität abgedunkelt. Der Frachter blieb schwimmfähig, aber die Burutu, die an der Backbordseite vom Steven der City of Calcutta aufgerissen wurde, ging unter. 148 Passagiere und Besatzungsmitglieder kamen dabei ums Leben. |
| 9. Oktober 1918      | Shaw                       | 12        | Wegen eines Versagens der Ruderanlage kollidierte der US-amerikanische Zerstörer Shaw im Geleitzug südwestlich der Isle of Portland (Großbritannien) mit dem als Truppentransporter fahrenden britischen Passagierschiff Aquitania. Der Zerstörer wurde in zwei Teile zerbrochen. Das Vorschiff sank sofort. Auf dem noch schwimmfähigen Rest brach ein Brand aus. Trotzdem konnte die Shaw mit eigener Kraft Portsmouth erreichen und nach sieben Monaten wieder in Dienst gestellt werden. Bei der Kollision kamen 12 Mann der Zerstörerbesatzung ums Leben, 13 weitere wurden verletzt. |
| 25. Oktober 1918     | Princess Sophia            | 343       | Der kanadische Passagierdampfer war auf dem Weg von Skagway nach Vancouver, als er im Lynn Canal vor der Südküste Alaskas auf ein Riff prallte. Starker Wind, eine aufgewühlte See und heftige Schneeböen drückten das beschädigte Schiff zurück ins Wasser und ließen es kentern. Es gab keine Überlebenden. Es handelte sich um die größte Tragödie in der Geschichte der zivilen kanadischen Schifffahrt nach der Empress of Ireland. |
| 1. Januar 1919       | Iolaire                    | 205       | Vor Stornoway sank die HMY Iolaire. 205 Personen kamen in Sichtweite des Hafens um. Die meisten Opfer waren Kriegsheimkehrer. |
| 9. September 1919    | Valbanera                  | 488       | Das spanische Passagierschiff befand sich auf dem Weg von Spanien nach Kuba, als es vor Havanna in den Florida-Keys-Hurrikan geriet und spurlos verschwand. Erst zehn Tage später wurde das Wrack des Schiffs 5 Meilen östlich des Leuchtturms Rebecca Shoal Light gefunden. Von den 488 Passagieren und Besatzungsmitgliedern fehlte jede Spur; es wurden weder Überlebende noch Leichen geborgen. |
| 12. Januar 1920      | Afrique                    | 575       | Der französische Passagierdampfer Afrique (5.404 BRT) befand sich auf dem Weg von Bordeaux nach Dakar, als etwa 40 Meilen vor La Rochelle in einem Sturm die Generatoren ausfielen und der Dampfer manövrierunfähig in den Golf von Biskaya driftete. Die aufgewühlte See schleuderte die Afrique auf ein Riff, wo sie leck schlug und unterging. Nur zwei Rettungsboote konnten zu Wasser gelassen werden. Von den 609 Passagieren und Besatzungsmitgliedern überlebten nur 34. |